# Чагардег (дегестан)
Чагардег (перс. چهارده) — дегестан в Ірані, в Центральному бахші, в шагрестані Астане-Ашрафіє остану Ґілян. За даними перепису 2006 року, його населення становило 4214 осіб, які проживали у складі 1392 сімей.

## Населені пункти
До складу дегестану входять такі населені пункти:
- Ґачара-Чагардег
- Кате-Шаст-Абадан
- Кате-Шаст-Абадан-Чагардег
- Кача-Чагардег
- Тазеабад-е-Марзіян
- Халша
- Халша-Чагардег
- Шіркух-Чагардег